# Manfred Bock
Pour les articles homonymes, voir Bock (homonymie).
Manfred Bock (né le 28 mai 1941 et mort le 31 octobre 2010) est un athlète allemand, spécialiste des épreuves combinées. 
Il remporte la médaille de bronze du décathlon aux championnats d'Europe 1962.
Il se classe 10e des Jeux olympiques de 1960.